# Церква Вознесіння Господнього (Стецева)
Церква Вознесіння Господнього (Стецева) — культова споруда Православної церкви України, розташована в селі Стецева Івано-Франківської області.

## Історія
Церква побудована у 1995 році з цегли на кошти місцевої громади. Архітектурно має п’ятикупольну, кораблеподібну форму. Іконостас церкви різьблений і позолочений. Дзвіницю споруджено раніше — у 1993 році.
При храмі діють церковне братство, сестринство та недільна школа. Попереднім настоятелем був протоієрей Богдан Мороз († 8 серпня 2005 року).
Церква розташована на відстані близько 10 км від районного центру Снятин і приблизно 110 км від обласного центру — міста Івано-Франківськ.